# Municipio de Ericson
El municipio de Ericson (en inglés: Ericson Township) es un municipio ubicado en el condado de Renville en el estado estadounidense de Minnesota. En el año 2010 tenía una población de 206 habitantes y una densidad poblacional de 2,19 personas por km².

## Geografía
El municipio de Ericson se encuentra ubicado en las coordenadas 44°50′59″N 95°17′37″O / 44.84972, -95.29361. Según la Oficina del Censo de los Estados Unidos, el municipio tiene una superficie total de 94.08 km², de la cual 94,02 km² corresponden a tierra firme y (0,06 %) 0,06 km² es agua.

## Demografía
Según el censo de 2010, había 206 personas residiendo en el municipio de Ericson. La densidad de población era de 2,19 hab./km². De los 206 habitantes, el municipio de Ericson estaba compuesto por el 98,54 % blancos, el 0,49 % eran de otras razas y el 0,97 % eran de una mezcla de razas. Del total de la población el 4,85 % eran hispanos o latinos de cualquier raza.